# Namja set yeoja set
Namja set yeoja set (남자 셋 여자 셋?; lett. "Tre ragazzi e tre ragazze"), conosciuta anche con i titoli in lingua inglese Three Guys and Three Girls e Guys & Girls, è una serie televisiva diretta da Eun Kyeong-hyo e Song Jang-ui, trasmessa da MBC TV tra il 21 ottobre 1996 e il 28 maggio 1999, per un totale di 535 puntate. L'opera è stata la prima serie sudcoreana a essere completamente rivolta a un pubblico di adolescenti.

## Trama
Tre ragazzi (Shin Dong-yup, Song Seung-heon e Hong Kyung-in) e tre ragazze (Lee Ui-jung, Woo Hee-jin e Lee Jae-nee) frequentano la stessa università e condividono il medesimo appartamento per ammortizzare i costi. Ciò dà vita a numerosi eventi, riguardanti principalmente il loro rapporto d'amicizia e l'amore, in particolare tra Shin Dong-yup e l'estroversa Lee Ui-jung.